# Cholangioskopie
Die Cholangioskopie ist eine direkte Endoskopie der Gallenwege. Dies kann mittels eines dünnen Endoskops durch den Arbeitskanal eines dickeren ERCP-Gerätes (Mother-Baby-Technik), intraoperativ oder durch einen Hautschnitt erfolgen. Bei letzterem wird zunächst ein Gallengang innerhalb der Leber mit einer speziellen Spritze aufgesucht, anschließend ein Führungsdraht eingelegt und das Cholangioskop darüber eingeführt.
Mit der Cholangioskopie können unter Sicht Gallengangssteine zerstört und aus Gallengang-Tumoren Gewebeproben entnommen werden (Biopsie).
Konkurrierende Verfahren, die aber keine Manipulation, sondern nur eine bildliche Darstellung gestatten, sind Röntgenverfahren wie die perkutane transhepatische Cholangiographie, die von außen durch die Haut erfolgt.